# Questembert Communauté
Questembert Communauté, connue sous le nom de communauté de communes du pays de Questembert jusqu'en 2015, est une communauté de communes française, située dans le département du Morbihan, en région Bretagne.

## Siège

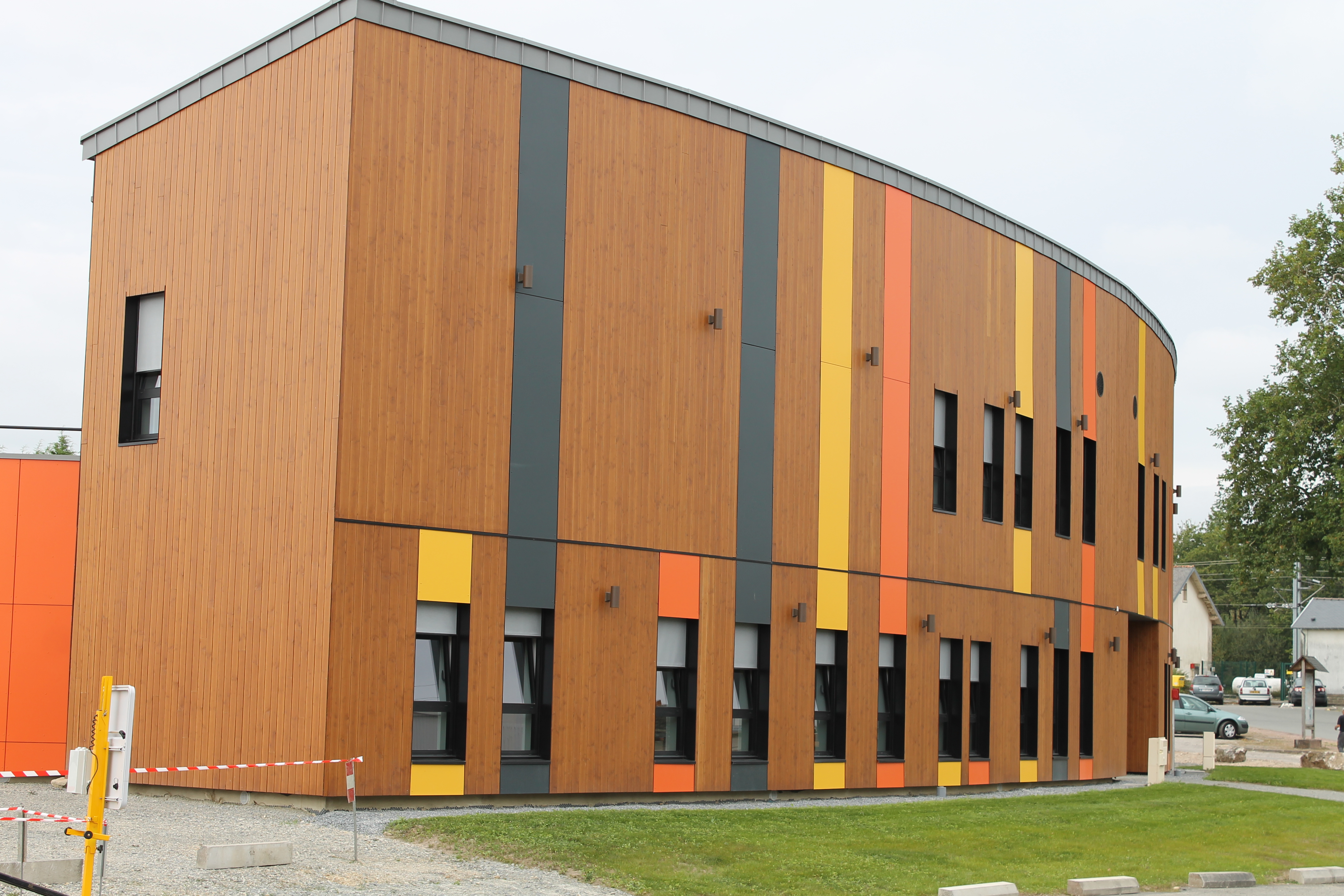
Siège de Questembert communauté inauguré en septembre 2014.

Le siège de Questembert Communauté se trouve à Questembert, dans le quartier de la gare. Le nouveau bâtiment a été inauguré en septembre 2014.

## Territoire communautaire

### Géographie
Située dans le sud-est  du département du Morbihan, l'intercommunalité Questembert Communauté regroupe 13 communes et s'étend sur 328,1 km2.

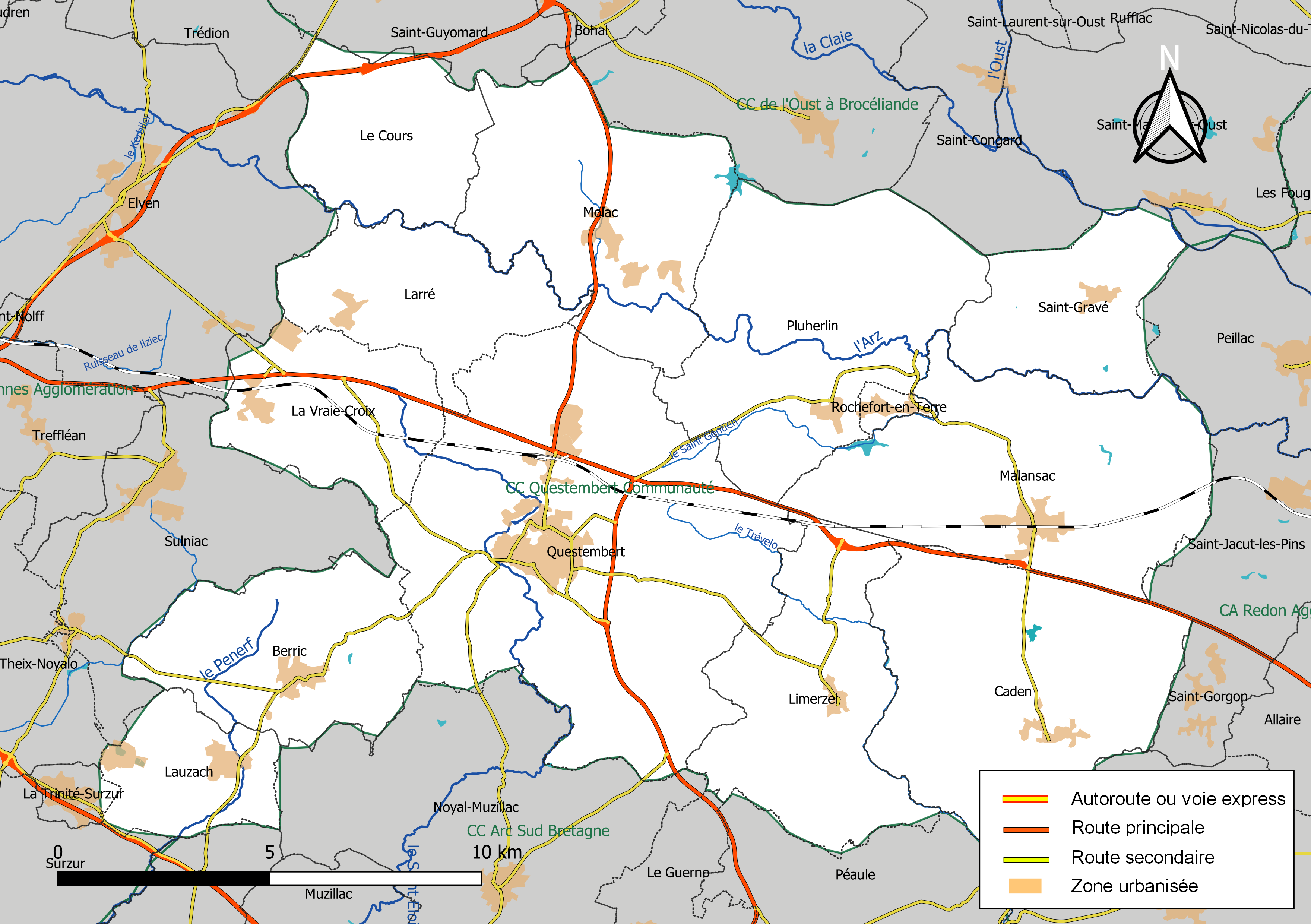
Carte de l'intercommunalité Questembert Communauté au 1er janvier 2019.

### Composition

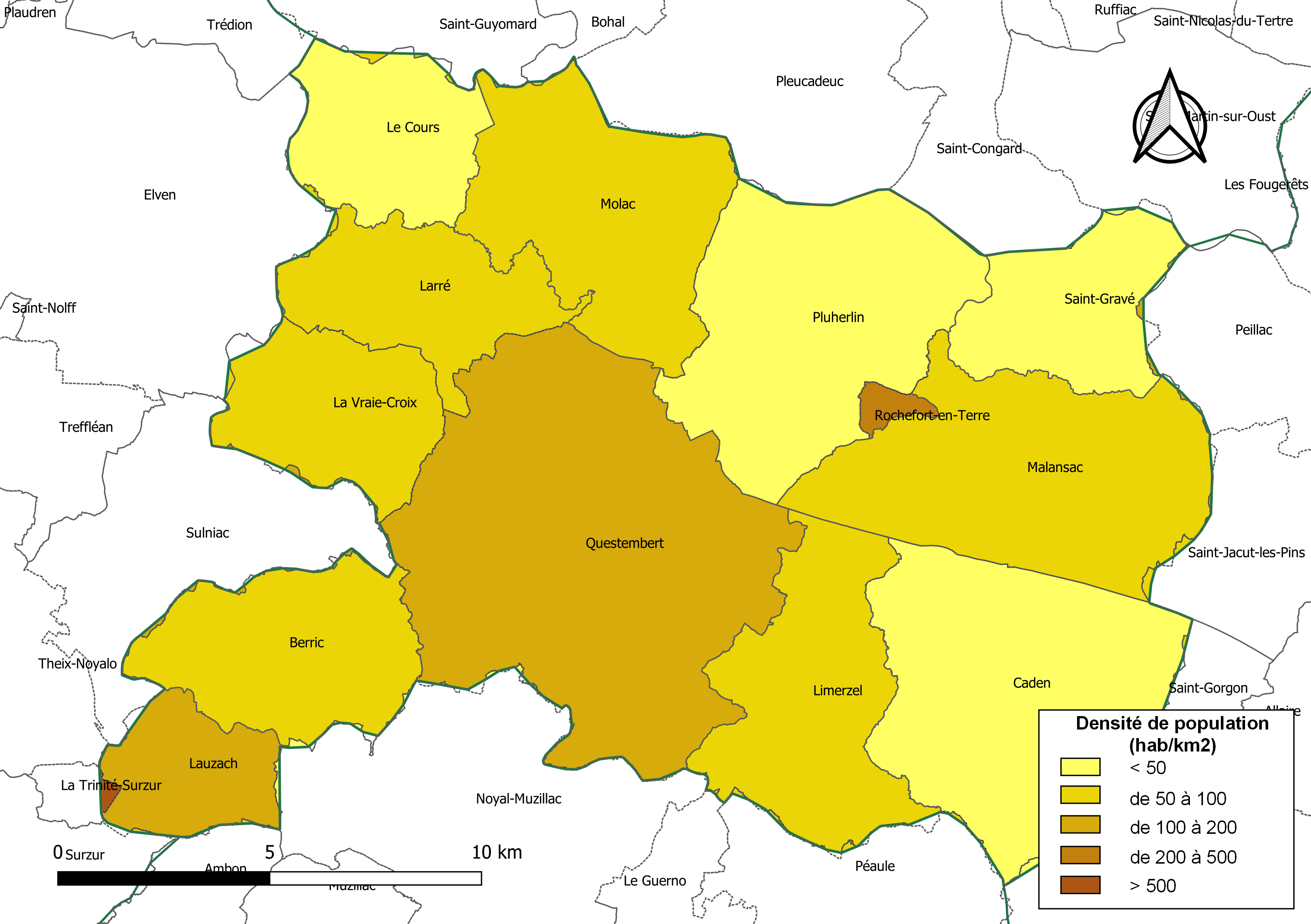
Carte des densités de population (millésimée 2016) des communes de l'intercommunalité Questembert Communauté. Composition en communes au 1er janvier 2019.

La communauté de communes est composée des 13 communes suivantes :

| Nom                 | Code Insee | Gentilé        | Superficie (km2) | Population (dernière pop. légale) | Densité (hab./km2) |
| ------------------- | ---------- | -------------- | ---------------- | --------------------------------- | ------------------ |
| Questembert (siège) | 56184      | Questembertois | 66,38            | 8 081 (2022)                      | 122                |
| Berric              | 56015      | Berricois      | 21,45            | 2 119 (2022)                      | 99                 |
| Caden               | 56028      | Cadenais       | 38,1             | 1 570 (2022)                      | 41                 |
| Le Cours            | 56045      | Coursiens      | 15,63            | 673 (2022)                        | 43                 |
| Larré               | 56108      | Larrétois      | 17,02            | 1 102 (2022)                      | 65                 |
| Lauzach             | 56109      | Lauzacois      | 10,76            | 1 237 (2022)                      | 115                |
| Limerzel            | 56111      | Limerzelais    | 25,15            | 1 306 (2022)                      | 52                 |
| Malansac            | 56123      | Malansacais    | 36,18            | 2 292 (2022)                      | 63                 |
| Molac               | 56135      | Molacais       | 28,4             | 1 636 (2022)                      | 58                 |
| Pluherlin           | 56171      | Pluherlinois   | 35,4             | 1 515 (2022)                      | 43                 |
| Rochefort-en-Terre  | 56196      | Rochefortais   | 1,22             | 636 (2022)                        | 521                |
| Saint-Gravé         | 56218      | Gravéens       | 15,75            | 745 (2022)                        | 47                 |
| La Vraie-Croix      | 56261      | Langroeziens   | 16,63            | 1 484 (2022)                      | 89                 |

## Histoire

Logo de la communauté de communes de Questembert jusqu'en 2015.

La communauté de communes est créée le 30 décembre 1997 par six communes : Le Cours, Larré, Limerzel, Pluherlin, Questembert et La Vraie-Croix. Les communes de Caden et Molac la rejoignent en 1999. En 2004, c'est Berric qui rejoint l'intercommunalité, portant son effectif à neuf communes. En 2006, Lauzach adhère à la CCPQ. Le 1er janvier 2009, les communes de Malansac et Saint-Gravé y adhèrent à leur tour. Enfin, en 2010, Rochefort-en-Terre vient porter le nombre de communes membres à treize.
En 2015, la communauté de communes de Questembert change de nom et devient Questembert Communauté.

### Présidents
| Période                                  | Période         | Identité                         | Étiquette | Qualité              |
| ---------------------------------------- | --------------- | -------------------------------- | --------- | -------------------- |
| Communauté de communes                   |                 |                                  |           |                      |
| 1997                                     | 2014            | Paul Paboeuf                     |           | Maire de Questembert |
| 2014                                     | décembre 2017   | André Fégeant                    |           | Maire de Berric      |
| janvier 2018                             | 10 juillet 2020 | Marie-Claude Costa Ribeiro Gomes |           | Maire de Molac       |
| 10 juillet 2020                          | En cours        | Patrice Le Penhuizic             |           | Maire de Lauzach     |
| Les données manquantes sont à compléter. |                 |                                  |           |                      |